# Jungle Cruise
Jungle Cruise es una película estadounidense de aventuras de 2021 de Walt Disney Pictures basada en la atracción del mismo nombre del parque temático de Disney. Dirigida por Jaume Collet-Serra, la película está protagonizada por Dwayne Johnson, Emily Blunt, Jack Whitehall, Jesse Plemons y Édgar Ramírez, y se estrenó el 30 de julio de 2021.

## Trama
En el siglo XVI, los conquistadores españoles liderados por Don Aguirre viajan a Sudamérica en busca de las Lágrimas de la Luna, un árbol mítico cuyos pétalos pueden curar cualquier enfermedad, curar cualquier herida y levantar cualquier maldición. Después de que la mayoría de los hombres mueren en la jungla, una tribu local cuida a los sobrevivientes para que recuperen la salud utilizando los pétalos de los árboles. Cuando se niegan a revelar la ubicación del árbol, los españoles destruyen la aldea. Como castigo, los conquistadores fueron maldecidos por el jefe de la aldea para que nunca murieran y nunca pudieran dejar de vista el río o la jungla los llevaría de regreso a él por toda la eternidad.
En 1916, la Dra. Lily Houghton y su hermano MacGregor detallan la investigación de Lily sobre las Lágrimas de la Luna a una asociación de exploradores de la Royal Society en Londres, explicando que los pétalos podrían revitalizar la medicina y ayudar en el esfuerzo bélico británico. Los Houghton solicitan acceso a una punta de flecha recuperada por el Dr. Albert Falls que Lily cree que es clave para localizar el árbol. Cuando la asociación niega su solicitud, creyendo que el árbol es un mito y una científica no calificada para unirse a sus filas, Lily roba la punta de flecha. Evita por poco al Príncipe Joachim, un aristócrata alemán que también quiere la punta de flecha y el árbol.
En Brasil, Frank Wolff lleva a los turistas en cruceros por el río por la jungla, que embellece con peligros falsos y bromas cursis. Cuando el motor de su barco es embargado por el empresario Nilo, intenta robárselo. Atrapado en el acto por Lily, Frank finge ser Nilo y le dice que las Lágrimas de la Luna son un mito y que ella no podrá manejar los peligros de la jungla, pero cambia su tono cuando se da cuenta de que Lily está en posesión de la punta de flecha. El engaño de Frank se revela cuando aparece el verdadero Nilo, pero Lily contrata a Frank de todos modos después de que él subestima a Nilo y lucha valientemente contra un jaguar.
Frank, Lily y MacGregor parten en el barco de Frank, pero casi son interceptados por Nilo que intenta recuperar su motor, mercenarios contratados por Joachim para recuperar la punta de flecha de Lily y el propio Joachim atacando en un submarino alemán. Después de escapar, se revela que el jaguar atacante era en realidad la mascota de Frank, Próxima, y Lily se pregunta si se puede confiar en Frank.
Joachim localiza a los conquistadores malditos, cuyos cuerpos se han convertido en piedra debido a que se alejaron demasiado del río y han sido infestados con el tiempo por raíces de árboles, serpientes e insectos. Joachim los libera desviando el río y se ofrece a ayudarlos a romper la maldición si lo ayudan a recuperar la punta de flecha.
Mientras Frank, Lily y MacGregor continúan río abajo, se acercan más. MacGregor le revela a Frank que su familia casi lo repudió debido a que era gay, pero Lily lo apoyó. Al irrumpir en la cabaña de Frank, Lily encuentra fotos y dibujos de nuevos inventos como el automóvil, pero también descubre dibujos de la punta de flecha e investiga las Lágrimas de la Luna. Lily acusa a Frank de querer el árbol para él, pero él explica que dejó de buscarlo hace mucho tiempo y creía que no se podía encontrar. Son atacados por una tribu de "caníbales" que exigen la punta de flecha, pero esto se revela como otro engaño por parte de Frank que trabaja con una tribu amiga. Frank se disculpa y dice que no pudo cancelar el plan, pero Lily lo rechaza.
Trader Sam, la líder femenina de la tribu, traduce la escritura en la punta de flecha, revelando la ubicación del árbol y que solo florece bajo una luna de sangre. Los conquistadores atacan y logran tomar la punta de flecha; Frank lo recupera y se lo da a Lily, pero es apuñalado en el pecho con una espada y cae y muere. Lily huye del río para que los españoles no puedan seguirla.
A la mañana siguiente, Lily descubre que Frank ha sobrevivido milagrosamente. Él revela que su verdadero nombre es Francisco, y en realidad es uno de los conquistadores malditos, incapaz de morir o salir del río. La expedición para encontrar el árbol fue originalmente noble para salvar a la hija enferma de Aguirre, Anna, pero cuando los nativos fueron atacados por los españoles, Frank cambió de bando para ayudar a los aldeanos. Después de años de peleas, Frank atrapó a Aguirre y a los demás en una cueva alejada del río donde quedaron petrificados. Luego pasó un tiempo buscando el árbol para levantar su propia maldición, pero no había podido encontrarlo sin la punta de flecha.
Un MacGregor herido se queda atrás con Trader Sam mientras Lily y Frank hacen el viaje final al árbol. MacGregor es capturado por Joachim y obligado a revelar la ubicación del árbol. Frank, Lily, los alemanes y los españoles convergen en el árbol, que comienza a florecer bajo la luna de sangre. La luna pasa rápidamente mientras luchan, y Lily solo puede recuperar un pétalo. MacGregor mata a Joachim, y Frank estrella su bote para bloquear el río, convirtiéndose él, Aguirre y los otros españoles en piedra. Lily usa el pétalo para revivir a Frank y romper la maldición, solo después descubre que debido a un cambio en la luz de la luna, queda un pétalo para la investigación de Lily.
Al regresar al Reino Unido, la sociedad le ha ofrecido la membresía de pleno derecho a Lily, que ella rechaza. MacGregor insulta a la sociedad frente a ellos, diciendo que no son dignos de las historias debido al chovinismo hacia Trader Sam antes de irse mientras la sociedad le ruega que se quede. Más tarde, Lily le muestra a Frank todo Londres y le da su primera lección de manejo en su automóvil, además de contarle una broma cursi ella misma.

## Reparto
- Dwayne Johnson como Capitán Frank «Skipper» Wolff, un capitán de bote fluvial.
- Emily Blunt como Dra. Lily Houghton, una científica que busca la cura mágica de un árbol.
- Jack Whitehall como McGregor Houghton,[1] hermano menor y asistente de Lilly.
- Édgar Ramírez como Lope de Aguirre,[2] un peligroso mercenario que es contratado para liderar la expedición rival para encontrar el árbol.
- Jesse Plemons como Príncipe Joachim, un desequilibrado y ambicioso aristócrata alemán que lidera y financia la expedición rival.
- Paul Giamatti como Nilo Nemolato, el propietario el puerto donde Frank ancla su bote.
- Veronica Falcón como Sam
- Dani Rovira como Sancho
- Quim Gutiérrez  como Melchor
- Andy Nyman como Sir James Hobbs-Cunningham
- Simone Lockhart como Anna
- Sulem Calderon como Quila

## Producción

### Desarrollo
En septiembre de 2006, se anunció que Jungle Cruise se desarrollaría para Mandeville Films, con un guion de Josh Goldstein y John Norville, reescrito por Alfred Gough y Miles Millar, inspirado en la atracción del parque temático del mismo nombre. No se dieron detalles, aparte de la confirmación de que la película estaría ambientada en el siglo XX.
En febrero de 2011, se anunció que las estrellas de Toy Story Tom Hanks y Tim Allen protagonizarían la película, con un guion que será escrito por Roger SH Schulman.
En diciembre de 2018, se informó que el personaje del actor Jack Whitehall sería homosexual y tendría una escena saliendo del armario en la película con Dwayne Johnson. Esta sería la segunda incidencia de un personaje gay en una película de Disney, la primera fue Le Fou, interpretado por Josh Gad, en la adaptación de 2017 de acción en vivo de La bella y la bestia.  Hubo una reacción negativa en el informe, y algunos expresaron su indignación por un que hombre heterosexual fuera elegido como un personaje gay «camp».

### Casting
El 9 de agosto de 2015, se anunció que Walt Disney Pictures volvería a desarrollar su adaptación cinematográfica basada en Jungle Cruises, que sería protagonizada por Dwayne Johnson. El guion sería escrito por John Requa y Glenn Ficarra, y la película sería producida por John Davis y John Fox. La cinta está destinada a remontarse a sus raíces de época. En abril de 2017, Johnson expresó su interés en que Patty Jenkins dirigiera el proyecto. En julio de 2017, Jaume Collet-Serra fue anunciado como el director de la película, abandonando Suicide Squad 2 para hacerlo.
En enero de 2018, Emily Blunt se unió al elenco. Ese mismo mes, se informó que Michael Green reescribió el guion, previamente trabajado por Patrick McKay y JD Payne. En marzo de 2018, Jack Whitehall se unió al elenco para representar al hermano del personaje de Blunt, aunque hubo una reacción en las redes sociales sobre un actor heterosexual que interpreta a un «personaje gay camp». En abril de 2018, Édgar Ramírez y Jesse Plemons se unieron al reparto para interpretar a los villanos, siendo el primero «un hombre con antecedentes de conquistador». En mayo de 2018, Paul Giamatti se integró al elenco para interpretar a un «malhumorado capitan de puerto». En junio de 2018, Quim Gutiérrez se unió a la película para interpretar a uno de los villanos.

### Rodaje
La producción principal comenzó el 14 de mayo de 2018, en Hawái. El rodaje finalizó el 14 de septiembre.

## Estreno
Jungle Cruise sería  estrenada por Walt Disney Studios Motion Pictures el 24 de julio de 2020. Pero se pospuso hasta el 30 de julio del 2021 debido a la emergencia sanitaria por COVID-19. La película originalmente estaba programada para estrenarse el 11 de octubre de 2019, pero el 19 de octubre de 2018, Johnson anunció en nombre de Disney que la película se había retrasado hasta 2020 en los cines.

## Recepción

### Respuesta crítica
En el sitio web del agregador de reseñas Rotten Tomatoes, la película tiene una calificación de aprobación del 66% según 124 reseñas, con una calificación promedio de 6.1/10. El consenso de los críticos del sitio dice: «Su artificio no es tan robusto como algunas de las aventuras clásicas con las que está en deuda, pero Jungle Cruise sigue siendo un viaje divertido y familiar». En Metacritic, la película tiene una puntuación promedio ponderada de 48 sobre 100, basada en 30 reseñas, que indica «reseñas mixtas o promedio».
Nick Allen de The Playlist le dio a la película una calificación de «C-», llamándola "superficial" y escribiendo: «Jungle Cruise tiene tanto CGI que uno pensaría que es la llamativa resurrección de un querido clásico animado de Disney».